# Viking metal
El viking metal es un subgénero de heavy metal originado de la fusión de black metal y música folk nórdica, caracterizado por unas letras y una temática centradas en la mitología nórdica, el paganismo y la época vikinga. Algunos de sus rasgos comunes son el ritmo lento, riffs pesados, uso de voces limpias con voces guturales, instrumentación folk y el uso de teclados para lograr efectos atmosféricos. Tuvo su origen a finales de la década de 1980 y comienzos de la de 1990 como un rechazo al satanismo y al ocultismo, en beneficio de una ideología vikinga y pagana opuesta al cristianismo. Este subgénero guarda similitudes con el metal pagano, aunque este tiene un enfoque mitológico más amplio y utiliza de manera general la instrumentación folk. La mayoría de bandas proceden de países nórdicos y sus integrantes afirman descender, directa o indirectamente, de los vikingos. Es el movimiento del heavy metal más característico de Escandinavia.
Aunque artistas y grupos como Led Zeppelin, Yngwie Malmsteen, Heavy Load y Manowar habían tratado anteriormente sobre la temática vikinga, Bathory es generalmente acreditado como el conjunto pionero gracias a los álbumes Blood Fire Death (1988) y Hammerheart (1990), que renovaron el interés por la cultura vikinga entre los músicos de heavy metal. Por su parte, Enslaved siguió esta tendencia a través del EP Hordanes Land (1993) y el disco Vikingligr Veldi (1994), asimismo, Burzum, Emperor, Einherjer y Helheim, entre otros, ayudaron a desarrollar el subgénero a mediados de la década de 1990. A través del trabajo de artistas como Falkenbach, el viking metal llegó de los países nórdicos a otros con herencia vikinga o germánica y desde entonces ha influenciado a músicos de todo el mundo.

## Características

### Rasgos sonoros
El sitio web Allmusic identifica al viking metal como un sinónimo de metal escandinavo y calificó su sonido como «ruidoso, caótico y frecuentemente aumentado por pesarosas melodías de teclado», mientras que el periodista Ross Hagen lo clasifica como un subgénero del black metal que ha abandonado la imaginería satánica. Asimismo, Cosmo Lee, de la revista Stylus, señala que este estilo musical «cubre todo el espectro del folk, al black y al death metal». La socióloga Deena Weinstein menciona que las bandas normalmente confían en un gran uso de teclados, que a menudo son tocados con un «ritmo galopante y rápido» y que además añaden «rasgos culturales locales» como instrumentos tradicionales y melodías étnicas. Los historiadores Steven P. Ashby y John Schofield destacan las similitudes con el folk metal, pero señalan que una de las diferencias radica en que este último utiliza con más frecuencia instrumentos propios del folk.
A pesar de las similitudes con el black, algunas bandas de death metal como Unleashed y Amon Amarth, también incorporan a su música temática vikinga y por ello han sido categorizadas como representantes del viking metal. La escritora Heather O'Donoghue destaca que el género está definido más por su temática que por sus cualidades musicales y remarca que «se basa en temas nórdicos aunque no en un sentido musical; los trabajos de Bathory no son de ninguna manera música medieval. En su lugar, son los títulos y las portadas de sus álbumes, los nombres de las bandas y las letras de sus canciones los que muestran evidencias de su interés vikingo». Los mencionados Ashby y Schofield consideran al viking metal más como un cruce de géneros que la descripción de un sonido determinado y escriben que el término «es uno de los muchos que caen dentro de una compleja red de géneros y subgéneros que está en cambio constante, en función del surgimiento y desvanecimiento de las tendencias». Además, señalan que debido a sus orígenes en el black metal, «se ha diversificado —al menos en términos auditivos— y ahora abarca una gama de estilos que recorren desde el black y lo que podríamos calificar justificadamente como rock clásico».

### Temática y enfoque lírico

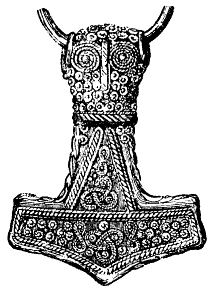
Las bandas de viking metal suelen utilizar simbología vikinga, como por ejemplo el martillo de Thor, Mjolnir.

El viking metal extrae elementos del black metal, pero utiliza letras y simbología nórdicas y vikingas en lugar de una imaginería satánica. El género combina además otros atributos del black y del death metal, especialmente el ensalzamiento de la violencia y la virilidad a través del uso de armas y el interés por sus raíces ancestrales, sobre todo por el patrimonio de la época anterior a la cristiandad. Los medios visuales, como las portadas de los álbumes, las fotos promocionales y su merchandising reflejan la perspectiva violenta y oscura de las canciones y la temática vikinga. Los escritores Simon Trafford y Aleks Pluskowski señalan que las portadas de los trabajos de los grupos están frecuentemente decoradas con hallazgos arqueológicos de la época vikinga: El martillo de Thor es un icono común, pero también aparecen otros artefactos como barcos de Oseberg o incluso yelmos de Sutton Hoo, mientras que algunos conjuntos incorporan imaginería aún más antigua, como por ejemplo Moonsorrow de Finlandia, que utiliza grabados rupestres prehistóricos y megalitos. Otras agrupaciones finesas, como Ensiferum, Korpiklaani o Turisas, recurren al chamanismo y a tradiciones laponas, lo que extiende aún más la definición de viking metal.
Mientras que muchas bandas utilizan elementos visuales relacionados con la etapa vikinga para asistir a su música, otras no. Por ejemplo, los miembros de Týr —grupo originario de Islas Feroe— no llevan armaduras o vestimenta vikinga en sus conciertos, de modo que aparte de sus letras y música fuertemente influenciada por el folk, no se distinguen de los integrantes de otras agrupaciones de heavy metal.
Deena Weinstein señala que a pesar de que el panteón nórdico es amplio, las bandas suelen orientar su atención hacia Odín —el dios de la guerra— y Thor, «cuyo martillo defendió a los paganos de los cristianos». Por otra parte, Trafford y Pluskowski, remarcan que muchas formaciones se identifican principalmente con sus raíces locales —como Moonsorrow con Finlandia o Einherjer con Noruega— y con un sentimiento europeo en segundo término. Aunque la mayoría de las canciones incluyen letras en inglés, los conjuntos suelen utilizar otros idiomas como noruego, nórdico antiguo, sueco, danés y en menor medida islandés, alemán y finlandés. En 2013, el periódico The Wall Street Journal publicó un artículo en el que señaló que los aficionados al heavy metal de todo el mundo aprenden idiomas como el noruego y finlandés para entender las letras de sus bandas favoritas.

### Paganismo y oposición al cristianismo

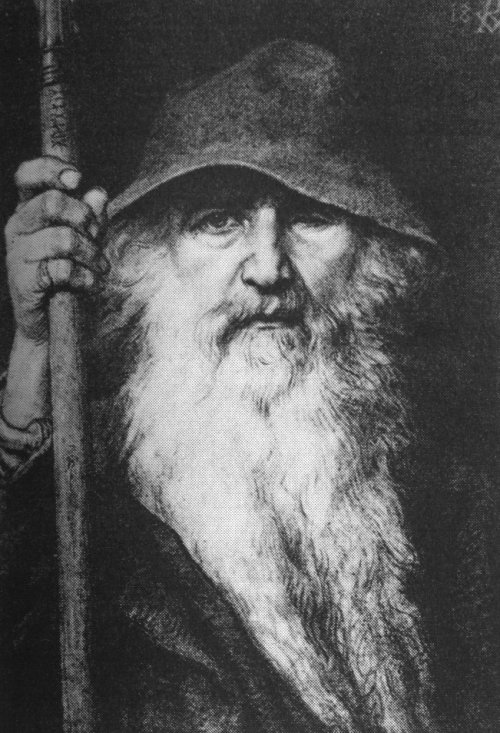
Los grupos del género centraron su atención en deidades nórdicas como Odín.

Según Simon Trafford y Aleks Pluskowski la imaginería del viking metal abarca no solo elementos de la época vikinga, sino que «también engloba la semiología de los grupos de black y death metal como la exaltación de la violencia y la hipermasculinidad expresada a través de las armas». Sin embargo, en el viking, este sistema semiótico se funde con un interés por las raíces ancestrales, especialmente con el patrimonio precristiano «expresado visualmente a través de la mitología vikinga». Trafford y Pluskowski señalan además que «el extremo y obsesivo odio al cristianismo» era una de las señas de los conjuntos de black y death metal, pero a comienzos de la década de 1990, Bathory y otras formaciones empezaron a distanciarse de Satanás como principal opositor del cristianismo, para situar su interés en Odín y los vikingos. Muchos artistas muestran su afiliación al Ásatrú y tratan al cristianismo como a una influencia extranjera que les fue impuesta a la fuerza y por tanto, como un mal que debe ser ajusticiado. Los mencionados Trafford y Pluskowski declaran que algunos músicos encontraron la motivación para actuar y apuntaron la quema de iglesias realizada por Varg Vikernes como ejemplo. Estos escritores recalcan además que varias agrupaciones, como Enslaved o Einherjer, simplemente expresan su interés por la mitología nórdica y rechazan la inclinación satánica del black metal.

#### Relación con elpagan metal
Deena Weinstein considera al viking como el progenitor del metal pagano y señala el álbum Hammerheart (1990) de Bathory como el primer trabajo de pagan metal. La socióloga señala además que es normal que el pagan descienda de este, dado que los vikingos fueron los últimos paganos de Europa convertidos, lentamente y de mala gana, al cristianismo. El escritor Imke von Helden destaca similitudes entre ambos géneros, pero también pone de relieve algunas diferencias clave: «[El pagan] se ocupa principalmente de las religiones paganas y encuentra un contexto más amplio, donde no solo la mitología nórdica tiene cabida, sino también los mitos celtas, los cuentos de hadas y otros elementos del folklore, además emplea instrumentos tradicionales como el violín o la flauta con más frecuencia que en el viking».

### Influencia de las salomas
Aaron Patrick Mulvany declara que el viking metal «tiene poco que ver con los instrumentos y melodías tradicionales. De hecho, las bandas del género se limitan principalmente a utilizar la mitología nórdica como fuente para sus letras y a menudo, las ensalzan mediante melodías de saloma que están destinadas, a propósito, para evocar pasajes». Según Mulvany, el género queda asentado principalmente en salomas, un tipo de canto que «debido a las películas y programas televisivos de piratas se han relacionado estereotípicamente con los vikingos». Steven P. Ashby y John Schofield están de acuerdo con Mulvany en que musicalmente, las bandas suelen estar ajenas a su verdadero pasado vikingo y abarcan un sentimiento marítimo más amplio.
Keith Fay del conjunto de folk metal Cruachan destaca la influencia de las salomas en el viking, aunque de manera bastante despectiva. En una entrevista para la revista Terrorizer remarcó que «no hay realmente música vikinga, por lo que todas estas bandas nórdicas utilizan salomas para que coincidan con su música. Muchos de estos grupos, especialmente los más importantes, son calificados como folk metal, pero realmente no entienden muy bien lo que es la música folk».

## Historia

### Precursores: de la década de 1970 a mediados de la de 1980

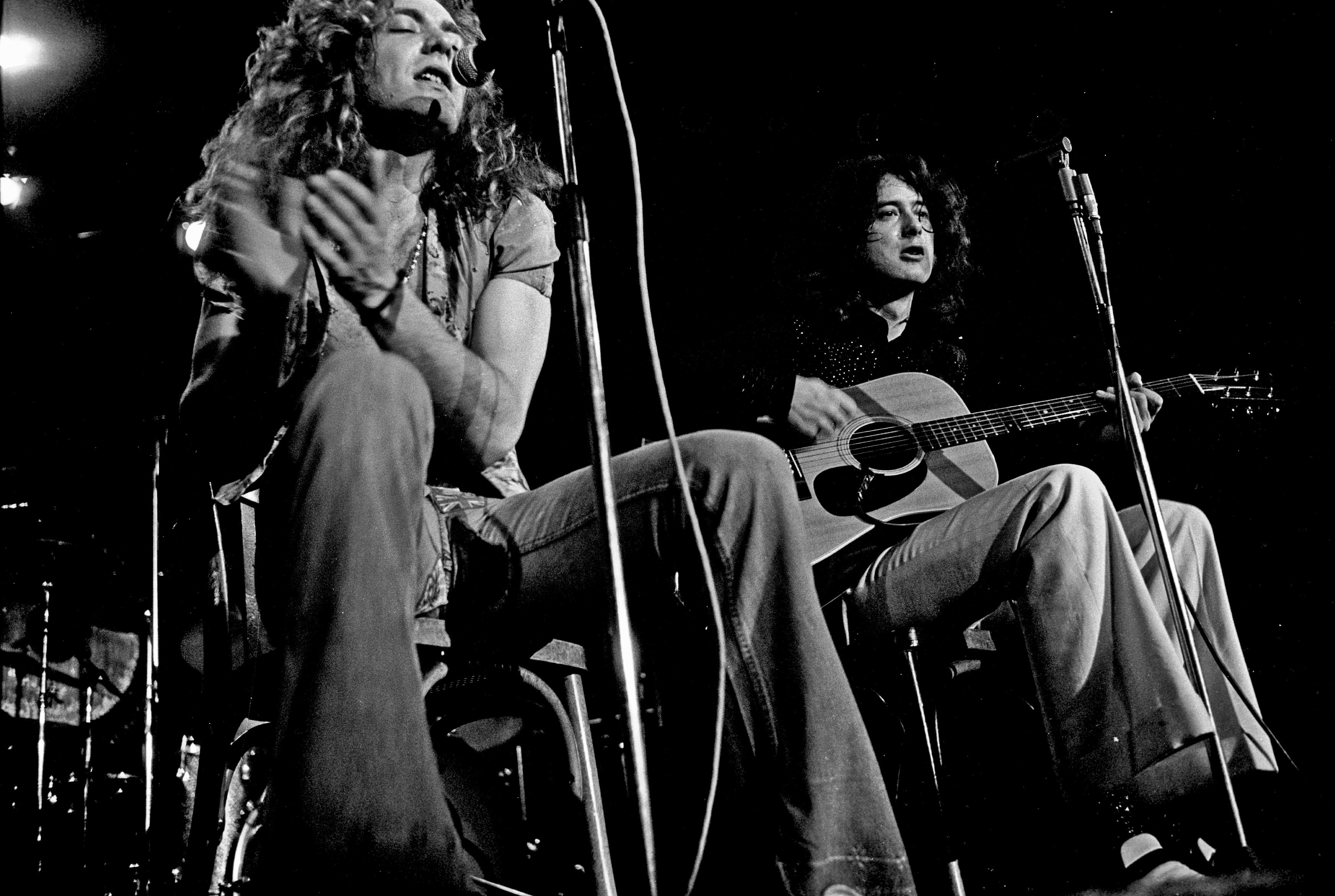
Led Zeppelin fue una de las primeras agrupaciones en incluir temática vikinga en sus letras.

La utilización de temas vikingos en el heavy metal y el hard rock es anterior a la llegada del viking metal, por ejemplo, las letras de las canciones «Immigrant Song» (1970) y «No Quarter» (1973) de Led Zeppelin incluyen alusiones a los viajes, las exploraciones y la violencia de los vikingos. La banda sueca Heavy Load grabó con frecuencia temas sobre asuntos vikingos, como la pista «Son of the Northern Light» (1978), además el crítico Eduardo Rivadavia de AllMusic señala que la canción «Stronger than Evil» (1983) «convierte a Heavy Load en el primer grupo de viking metal». Por su parte, el guitarrista Yngwie Malmsteen ha recurrido con frecuencia a cuestiones como los guerreros heroicos, la hipermasculinidad o los vikingos, como por ejemplo, en el álbum Marching Out (1985). Asimismo, Manowar adoptó en mayor medida la imaginería vikinga que otras agrupaciones y, según Simon Trafford y Aleks Pluskowski, esta formación fue «ampliamente ridiculizada incluso dentro del heavy metal, pero consiguió un considerable —y fanático— seguimiento». No obstante, ambos autores remarcan que aunque Manowar usa la escenografía vikinga, sus integrantes no la adoptan y señalan además que «en cualquier caso, la versión de Manowar de los vikingos queda orientada más hacia Conan el Bárbaro que hacia la historia, las sagas o los Edda: Lo que importa a la banda es la masculinidad indómita y para sus miembros, los vikingos son simplemente los hombres bárbaros por excelencia».

### Viking metal: desde finales de la década de 1980

#### Bathory

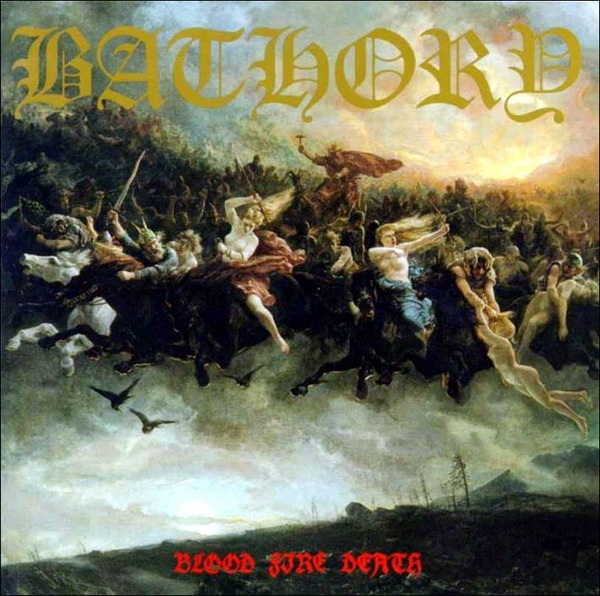
El álbum Blood Fire Death (1988) de Bathory fue uno de los primeros ejemplos del viking metal.

Las raíces del viking metal surgen del metal escandinavo, en particular en las escenas del black y del death metal a finales de la década de 1980. La vanguardia de este movimiento reside en la banda sueca Bathory, cuyo primer trabajo, titulado de manera homónima y publicado en 1984, está considerado como uno de los primeros álbumes de black metal. Su cuarto disco Blood Fire Death, editado en 1988, incluye dos tempranas muestras de viking metal, las canciones «A Fine Day to Die» y «Blood Fire Death», que el crítico Eduardo Rivadavia describe como «probablemente los primeros verdaderos ejemplos» de dicho género. La portada del álbum muestra la pintura Åsgårdsreien de Peter Nicolai Arbo, la cual representa al dios Odín en el mito de la cacería salvaje. Bathory dio seguimiento a la temática vikinga con el lanzamiento de Hammerheart en 1990, un trabajo conceptual dedicado a la invasión cristiana del pueblo nórdico y que al igual que su antecesor, tiene como portada otro cuadro de época, El último viaje de un vikingo de Frank Dicksee. A este le siguió Twilight of the Gods de 1991 —titulado como la ópera homónima de Richard Wagner— y Blood on Ice, grabado a finales de la década de 1980, pero que no salió a la venta hasta 1996. Asimismo, Rivadavia remarca que Hammerheart «introdujo formalmente» al mundo del metal al «álbum arquetípico del viking metal» y que gracias a este trabajo, Quorthon —el fundador de la banda— «se convirtió en un abanderado de toda una generación de adolescentes marginados descendientes de nórdicos» y que «el alcance global y la visión del álbum engendraron un profundo odio anti-cristiano en la escena regional del metal extremo» que culminó con los violentos crímenes cometidos por los miembros de la comunidad del black metal noruego a principios de la década de 1990. Quorthon explica en el libreto del disco Blood on Ice que el motivo de tratar temas sobre vikingos fue una decisión intencional para alejarse del satanismo, que él mismo calificó como «un engaño creado por otro engaño».
Entre las características de las canciones de la etapa viking de Bathory destacan «las largas epopeyas wagnerianas, arreglos ostentosos, voces a coro y teclados ambientales». Aaron Patrick Mulvany apunta que los álbumes de los años 90 del conjunto sueco marcaron el comienzo de una tendencia de temática vikinga inicialmente lenta e incluso confusa. Por ejemplo, el escritor señala que en el disco Nachthymnen (1995), el grupo austriaco de black metal Abigor incorpora temas vikingos y de paganismo germánico, aunque según él «no debe ser visto como ejemplo de la tendencia viking». De acuerdo con Mulvany, los elementos folclóricos del álbum «son predominantemente textual o musicalmente evocadores, en vez de ser históricamente exactos».

#### Enslaved

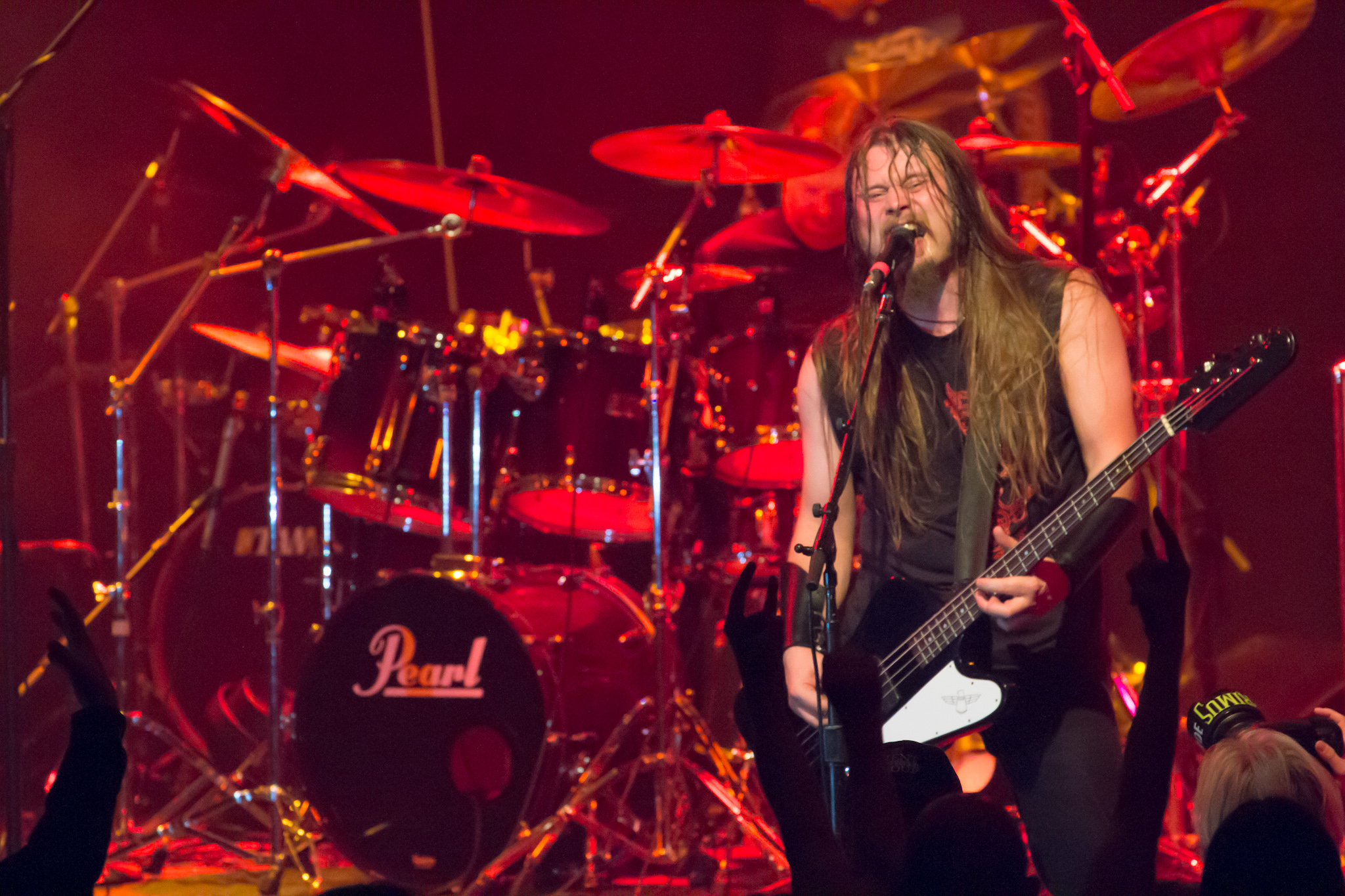
Enslaved actuando en 2012.

En 1991, Ivar Bjørnson y Grutle Kjellson formaron la banda noruega Enslaved, que en opinión de Aaron Patrick Mulvany es probablemente el «primer grupo verdadero de viking metal». Robert Müller, redactor de la edición alemana de la revista Metal Hammer, menciona que su EP Hordanes Land (1993), es la primera grabación auténtica de dicho género, mientras que el crítico Eduardo Rivadavia cita que su álbum debut Vikingligr Veldi (1994), incluye «muchas melodías tomadas de la música folclórica que dan autenticidad a su vicioso y rápido black metal». Con Bathory como influencia, la propuesta de Enslaved fue crear «viking metal dedicado a volver a contar leyendas y tradiciones de la Noruega antigua sin atacar al cristianismo por medio de su propia creación: Satanás». Su segundo trabajo de estudio, Frost (1994), es en palabras del crítico Jason Anderson, «un importante lanzamiento para este subgénero de la música extrema». Por su parte, de su disco Eld (1997), Rivadavia destaca la «temática vikinga, fuertes guitarras, blastbeats de batería, estructuras complejas, armonías abundantes y cambios de tiempo» del grupo.

#### Burzum

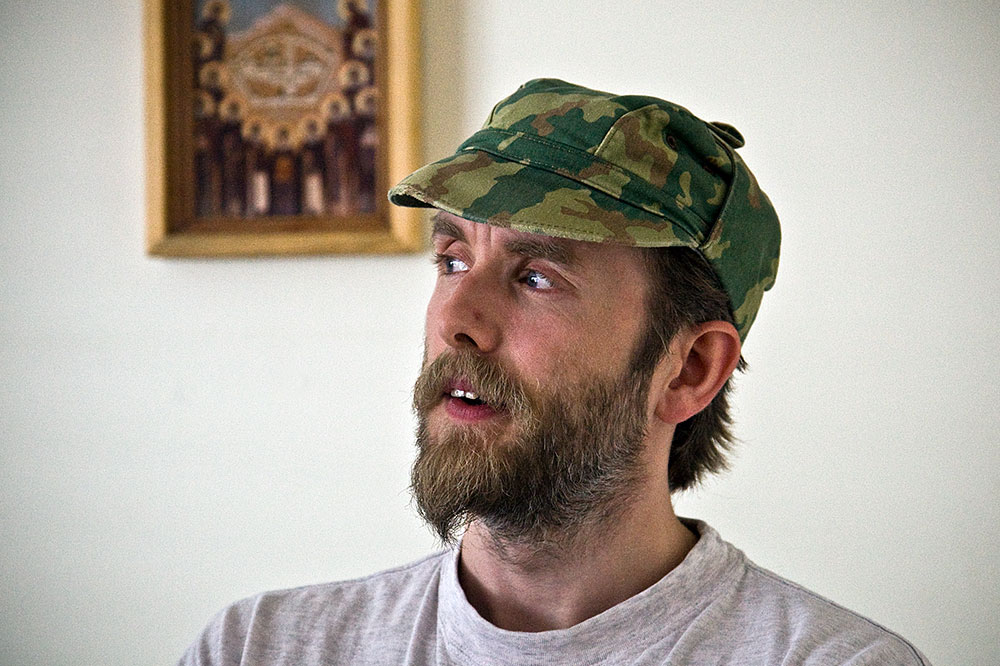
Varg Vikernes, único integrante de Burzum.

El proyecto musical Burzum de Varg Vikernes ayudó a inspirar al viking metal a través del racismo, su nacionalismo, sus ideas contrarias a la tradición judeocristiana y un anhelo de retornar al paganismo. Simon Trafford y Aleks Pluskowski opinan que las creencias de Vikernes, que culminaron con la quema de varias iglesias —incluida la stavkirke de Fantoft del siglo XII en Bergen—, revelan la naturaleza confusa de las ideas sobre vikingos en la escena de black metal noruego. Ambos señalan además que «sus intereses originalmente no estaban centrados hacia el medievo sino hacia la obra de J.R.R. Tolkien, pues Vikernes adoptó el nombre de Count Grishnackh, basado en un orco de El Señor de los Anillos y el nombre de Burzum es una palabra utilizada en el lenguaje de Tolkien para referirse a la oscuridad». Estos escritores postulan además que el mencionado músico «intentó restaurar el paganismo nórdico mediante la quema de iglesias». Durante su estancia en prisión por asesinato, Vikernes publicó el libro Vargsmål, que Trafford y Pluskowski califican como una versión de Hávamál, aunque «con un ojo puesto en Mi lucha». El propio Vikernes conectó la quema de iglesias con una idea de resurgir el paganismo vikingo y afirmó que su primer incendio —realizado en la iglesia de Fantoft el 6 de junio de 1992— llevó a muchos a relacionarlo con el satanismo, debido a que lo realizó el sexto día de la semana, el día seis del mes seis y era por tanto una referencia al número de la bestia, pero que en realidad eligió dicha fecha porque la primera incursión vikinga registrada databa del 6 de junio de 793.

#### Otros pioneros

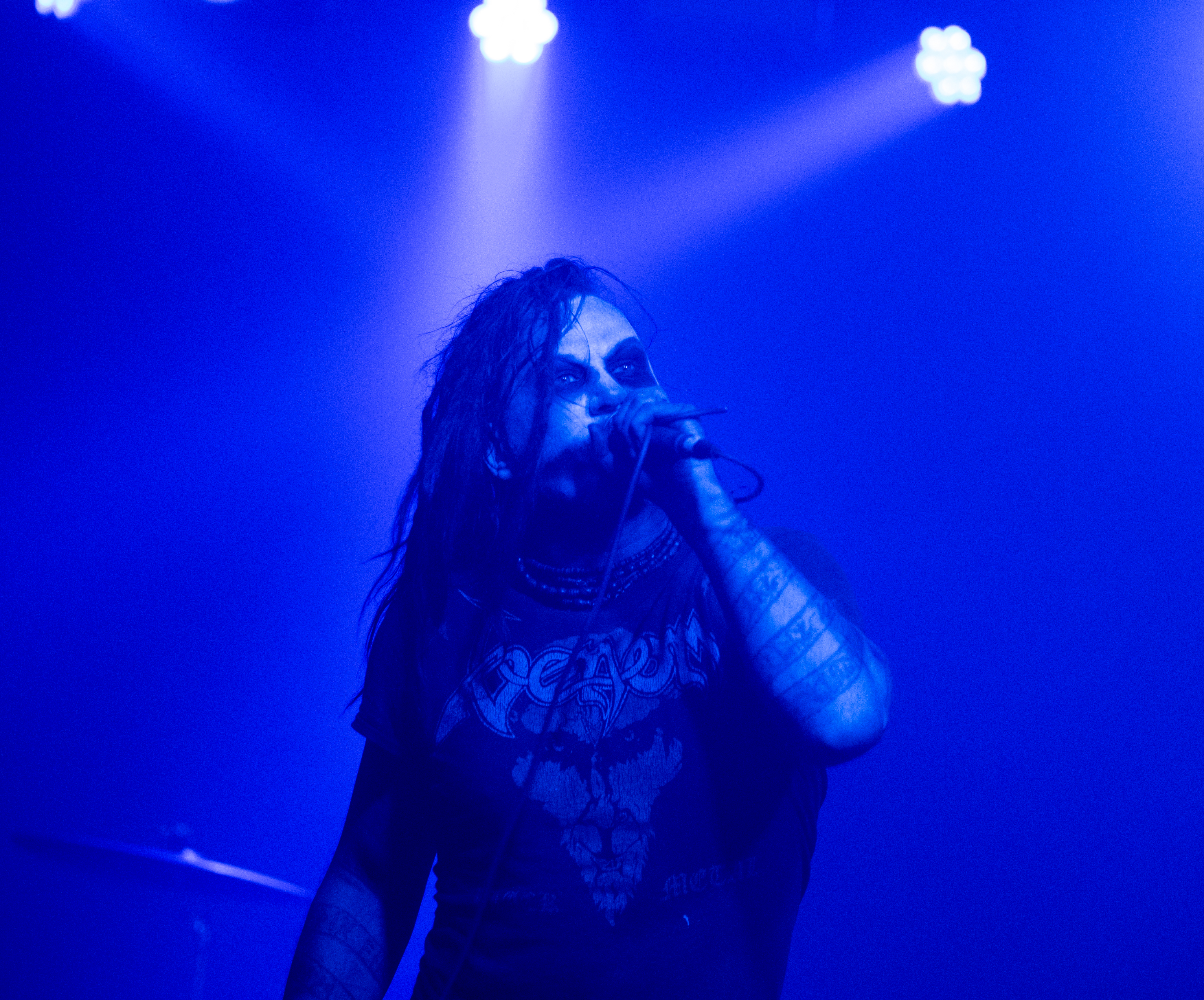
Mortiis cantando en vivo en 2016.

Junto a Bathory, Enslaved y Burzum, otras bandas y artistas han sido acreditadas como pioneras de este género musical. El bajista original de Emperor, Mortiis, es según el crítico Steve Huey «una indispensable fuerza en el génesis del épico sonido del viking metal noruego» y que a pesar de su breve estancia en la mencionada agrupación, fueron «sus intereses musicales los catalizadores de la mezcla de black metal caótico con melodías de sintetizador basadas en la música folk noruega».
Otros grupos destacados dentro del género son Borknagar, Darkwoods My Betrothed, Ensiferum, Einherjer, Moonsorrow, Thyrfing y Windir. De acuerdo con Simon Trafford y Aleks Pluskowski, las cuatro últimas son las formaciones «más influyentes» del género y escriben, que si se exceptúa a Enslaved, las portadas de Einherjer «les dan la sensación de ser el conjunto más viking de todos, debido a la prevalencia de artefactos vikingos». Estos autores remarcan que estas portadas abarcan la cronología completa del arte pagano nórdico desde el siglo VIII al XII. Por otra parte, el crítico Craig Harris de Allmusic señala que Darkwoods My Betrothed «combina canciones sobre sus ancestros y los dioses nórdicos con electrificantes y poderosos arreglos, creando un nuevo estilo llamado viking metal».

#### Amon Amarth y Unleashed

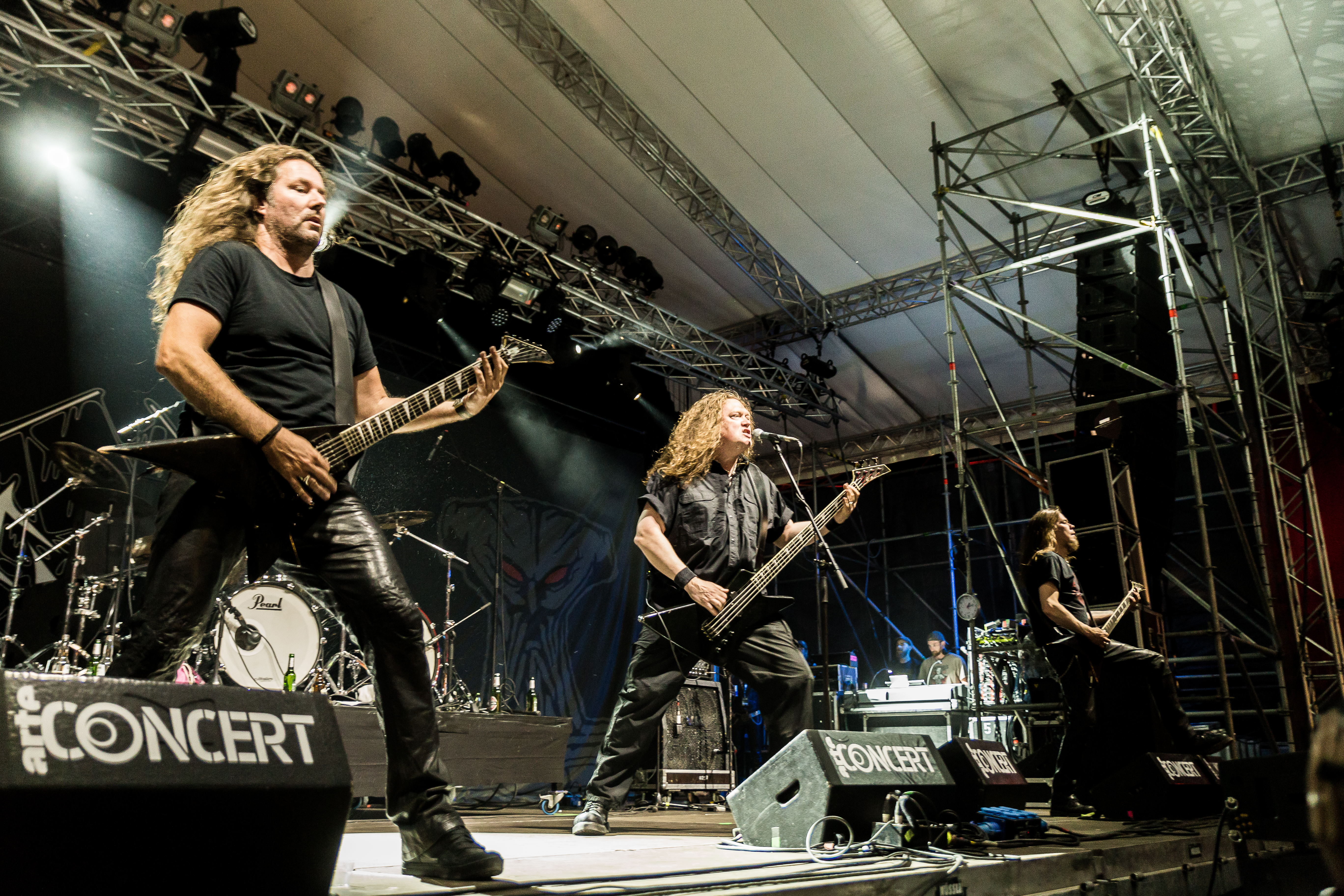
Unleashed durante un concierto de 2018.

Amon Amarth y Unleashed musicalmente interpretan death metal pero incorporan temática vikinga, por tanto se considera que han ampliado el espectro del género. Michael Moynihan y Didrik Søderlind, autores del libro Señores del caos, escriben que Unleashed «nunca mostró afinidad con los sanguinarios intereses de los grupos de su entorno. En cambio, realiza un descubrimiento similar al de Bathory y extrajo estímulo creativo del paganismo pre-cristiano de su Suecia natal». Tanto esta formación como Amon Amarth, resisten ser etiquetadas como parte de este género musical y así Johan Hegg, vocalista de Amon Amarth, declara: «Es extraño clasificar a un grupo por el contenido de sus letras, ya que, en ese caso Iron Maiden es una banda de viking metal, Black Sabbath es una banda de viking metal, Led Zeppelin es una banda de viking metal». Por su parte, Johnny Hedlund de Unleashed remarca que su agrupación «siempre ha tocado y siempre tocará death metal» y alega además que «únicamente encontrarás letras vikingas en solo tres o cinco canciones de cada álbum desde 1991. No creo que esto defina nuestro estilo de alguna manera».

### Fuera de los países nórdicos
De acuerdo con Simon Trafford y Aleks Pluskowski, prácticamente todas las bandas de viking afirman que descienden del pueblo vikingo y después de su creación en Escandinavia, este género musical llegaría a zonas históricamente relacionadas con los vikingos, como por ejemplo Reino Unido, Rusia y Normandía. Además, en Estados Unidos y Canadá también aparecerían formaciones de este estilo musical cuyos miembros alegan tener ascendencia vikinga ya sea a través de Escandinavia o Inglaterra. Mientras tanto, algunos integrantes de la escena nórdica consideran que es imposible que alguien sea descendiente de vikingos, a menos que sean habitantes del norte de Europa. Sin embargo, la escena también alcanzaría naciones unidas por su herencia germánica común como Austria, Alemania y los Países Bajos, y así Trafford y Pluskowski destacan al grupo austriaco Valhalla, el cual realiza un amplio uso de iconografía vikinga, como los cascos con cuernos. Otra agrupación austriaca notoria es Amestigon, que en la portada de su trabajo Remembering Ancient Origins (2000) muestra un panel de madera de la iglesia de Hylestad en la que aparece retratada una escena de Sigurd asesinando a Regin.
Uno de los primeros proyectos del género formado fuera de los países nórdicos es Falkenbach, fundado en Alemania en 1989 por Vratyas Vakyas y que mezcla black metal y música folk, con letras sobre mitologías occidentales, religiones y tradiciones populares. Por su parte, las bandas holandesas Heidevolk, Slechtvalk y Fenris también son calificadas como representantes de este estilo, aunque el vocalista de la primera, Joris Boghtdrincker, remarca que su conjunto «nunca ha tratado de asumir un papel vikingo o pangermánico», sino escribir canciones sobre la historia holandesa.

### Influencia en el metal pagano

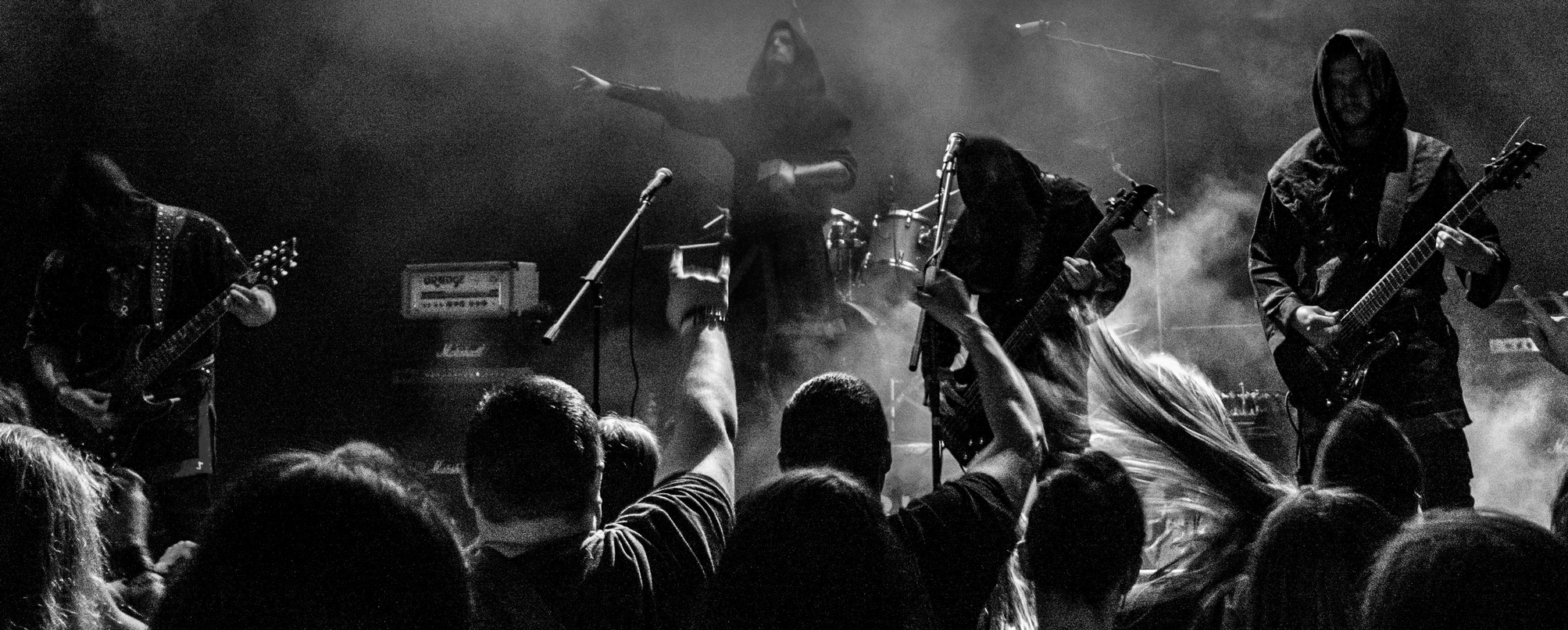
Graveland actuando en directo en 2017.

Deena Weinstein comenta que el género «ha viajado más lejos que cualquier barco vikingo, pues las auto-definidas bandas de metal pagano que describen su música como viking pueden encontrarse incluso en países como los Estados Unidos, Brasil o Uruguay, entre otros lugares». El impacto de este estilo musical fue relativamente fuerte en los países bálticos y provocó el desarrollo de una escena distintiva conocida como «war metal báltico». Weinstein considera al grupo lituano Obtest como el principal ejemplo de este estilo y su álbum Tūkstantmetis (1997), como el origen de este. La socióloga destaca un comentario del erudito Michael F. Strmiska que a pesar de la afirmación de que los países escandinavos fueron el hogar de los últimos paganos de Europa, «un punto de orgullo especial es el conocimiento de que Lituania fue la última nación en toda Europa en abandonar oficialmente sus tradiciones paganas y convertirse al cristianismo en 1387». Weinstein propone otro ejemplo de la influencia del viking en el 'metal pagano; Graveland de Polonia, cuyo disco Thousand Swords (1995) cuenta con una gran variedad de estilos folclóricos mezclados con black metal y abarca temas sobre la historia polaca y los dioses eslavos.